# 鹿児島県道20号鹿児島加世田線
鹿児島県道20号鹿児島加世田線（かごしまけんどう20ごう かごしまかせだせん）は、鹿児島県鹿児島市から南さつま市に至る県道（主要地方道）である。

## 概要
谷山インターチェンジから鹿児島市下福元町錫山までの区間は南薩縦貫道の現道活用区間となっている。
鹿児島市の、郡元電停付近から笹貫陸橋交差点を谷山街道としている。かつては鹿児島市坂之上から慈眼寺団地を通過をして、指宿スカイライン錫山ICと接続するルートであったが、錫山バイパスの開通により谷山ICを経由するルートとなる。
旧道は現在、鹿児島県道19号鹿児島川辺線の支線となる。沿道には日本三大砂丘の一つ吹上浜および「吹上浜砂の祭典」がある吹上浜海浜公園がある。

### 路線データ
- 路線認定日：1958年（昭和33年）11月1日[2]
- 起点：鹿児島県鹿児島市千日町（高見馬場交差点（高見馬場電停前）、鹿児島県道21号鹿児島中央停車場線交点）
- 終点：鹿児島県南さつま市加世田唐仁原（慰霊塔下交差点、国道226号交点）
- 総延長：40.219 km[1]
- 実延長：36.723 km[1]
- 旧路線名：大崎谷山線（1982年5月1日変更[3][4]）

## 歴史
- 1932年（昭和7年） - 鹿児島県道鹿児島大崎線として認定する[5]。
- 1958年（昭和33年）11月1日 - 谷山から加世田までの区間が鹿児島県道大崎谷山線として認定する[5]。同時に高見馬場から鴨池までの区間が鹿児島県道鴨池高見馬場線として認定する[2]。
- 1972年（昭和47年）8月2日 - 路線番号決定公告により大崎谷山線の路線番号に261、鴨池高見馬場線の路線番号に201が設定する[6]。
- 1976年（昭和51年）4月 - 鹿児島市の笹貫 - 西塩屋間（通称笹貫バイパス）が開通する（当時は県道22号の一部）[7]。
- 1982年（昭和57年）5月1日 - 鹿児島県道鹿児島加世田線に改称[3]。
- 1989年（平成1年） - 錫山バイパス（上福元町平治-金峰町宮崎間、7.7 km）が開通する[7]。
- 1993年（平成5年）5月11日 - 建設省から、県道鹿児島加世田線、鴨池高見馬場線が鹿児島加世田線として主要地方道に指定する[8]。
- 1994年（平成6年）3月11日 - 鹿児島県道201号鴨池高見馬場線が廃止する[9]。
- 1996年（平成8年）12月 - 並行する国道225号の渋滞解消を目的に郡元電停交差点から紫原団地入口交差点までの区間が開通する[10]。

## 路線状況

### 重複区間
- 国道225号（東郡元町・柴原団地入口交差点 - 小松原1丁目・笹貫陸橋交差点）
- 鹿児島県道22号谷山伊作線（小松原1丁目・笹貫陸橋交差点 - 下福元町）
- 国道270号宮崎バイパス（南さつま市金峰町中津野 - 南さつま市金峰町新山）

## 地理

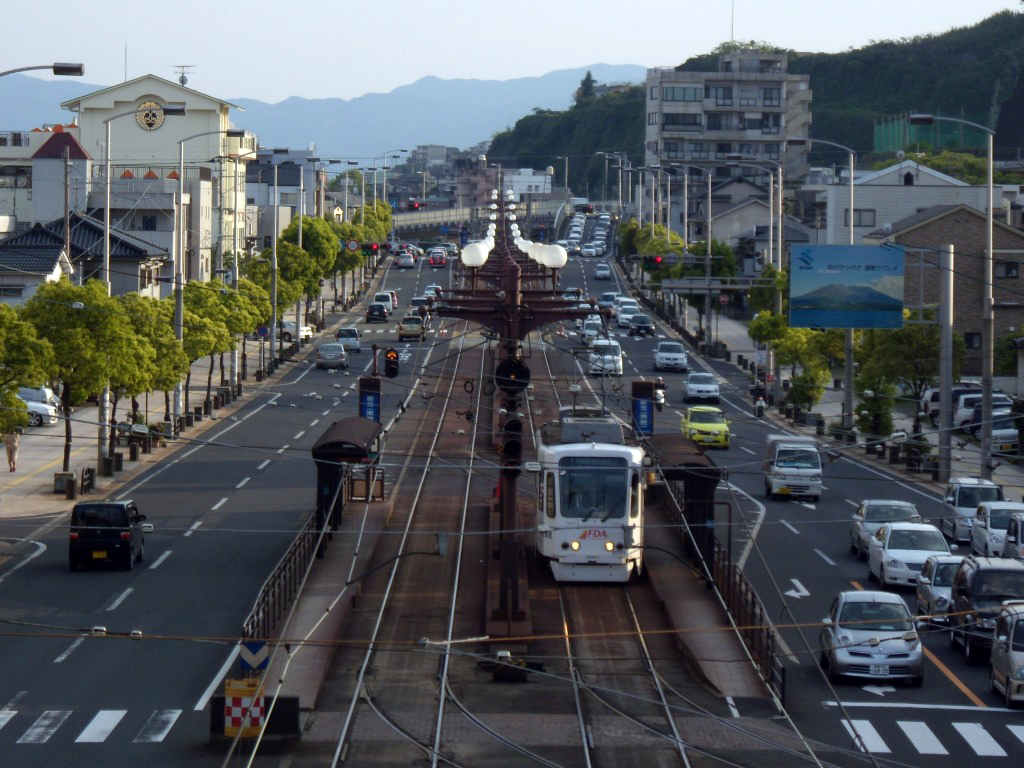
鹿児島市電郡元電停（南側）と県道20号（南さつま市方面）

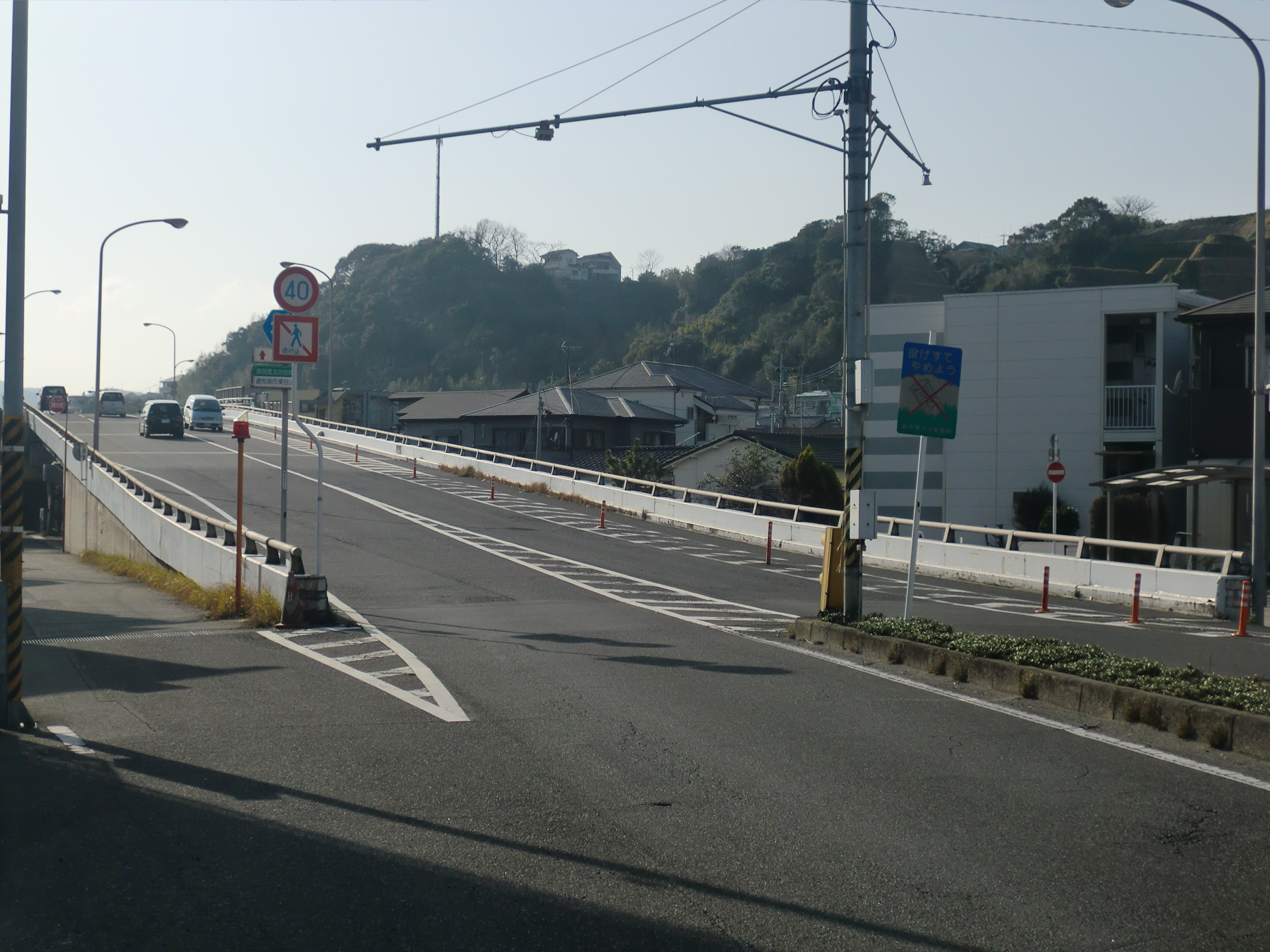
笹貫（ささぬき）陸橋

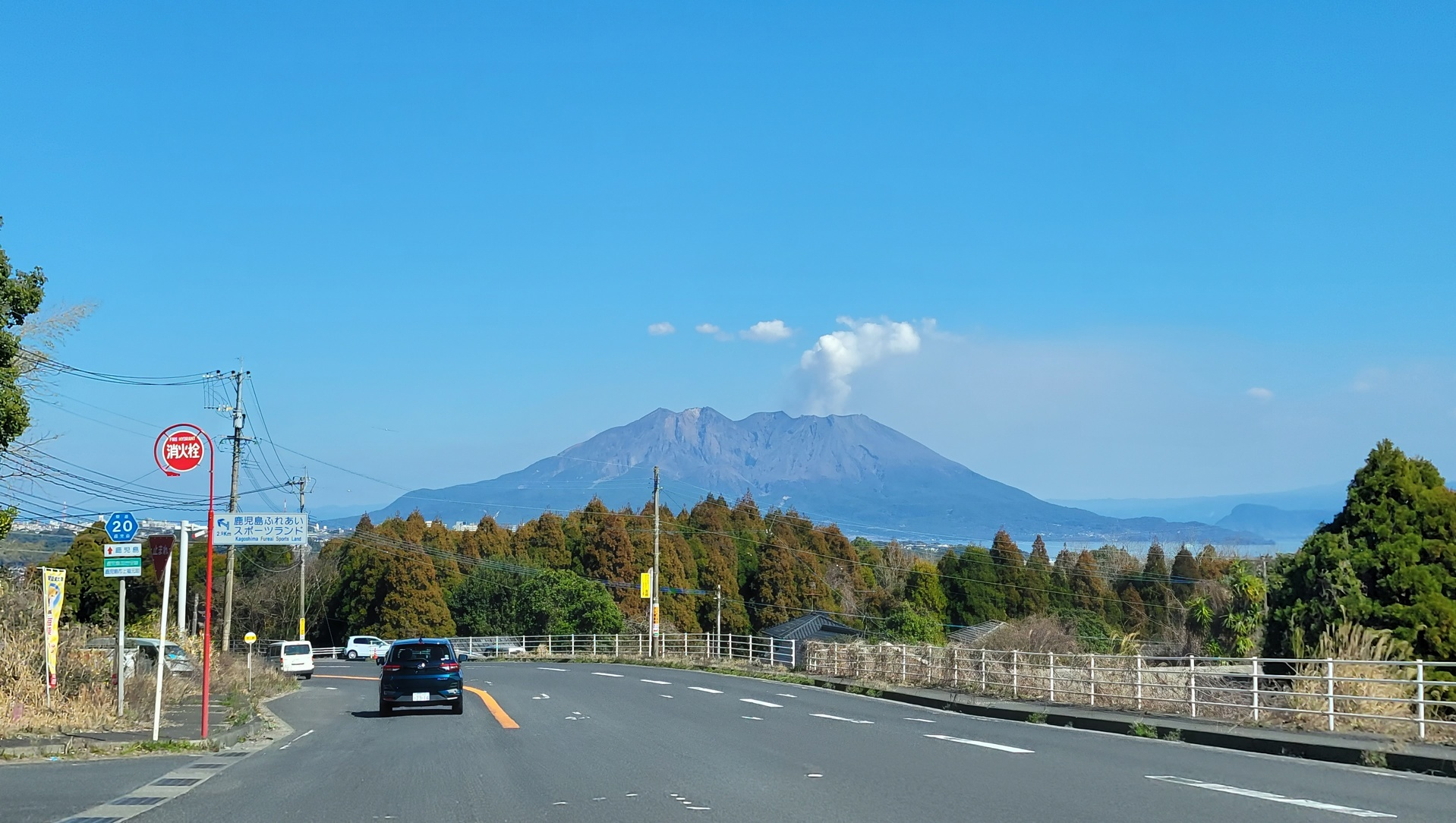
鹿児島市上福元町（谷山IC方面）

### 通過する自治体
- 鹿児島市
- 日置市
- 南さつま市

### 交差する道路
| 交差する道路                                                                          | 市町村名   | 交差する場所 | 交差する場所          |
| ------------------------------------------------------------------------------------- | ---------- | ------------ | --------------------- |
| 鹿児島県道21号鹿児島中央停車場線                                                      | 鹿児島市   | 西千石町     | 高見馬場交差点 / 起点 |
| 鹿児島県道218号鹿児島港下荒田線                                                       | 鹿児島市   | 下荒田三丁目 | 騎射場交差点          |
| 国道225号 重複区間起点                                                                | 鹿児島市   | 東郡元町     | 柴原団地入口交差点    |
| 国道225号 重複区間終点 鹿児島県道22号谷山伊作線 重複区間起点                          | 鹿児島市   | 小松原一丁目 | 笹貫陸橋交差点        |
| 鹿児島県道210号小山田谷山線                                                           | 鹿児島市   | 西谷山一丁目 | 愛の聖母園前交差点    |
| 鹿児島県道17号指宿鹿児島インター線 / 指宿スカイライン 鹿児島県道219号玉取迫鹿児島港線 | 鹿児島市   | 上福元町     | 谷山IC                |
| 鹿児島県道22号谷山伊作線 重複区間終点                                                 | 鹿児島市   | 下福元町     |                       |
| 鹿児島県道19号鹿児島川辺線                                                            | 鹿児島市   | 下福元町     |                       |
| 鹿児島県道291号松元川辺線                                                             | 南さつま市 | 金峰町大坂   |                       |
| 国道270号 / 宮崎バイパス 重複区間起点                                                 | 南さつま市 | 金峰町中津野 | 中津野交差点          |
| 国道270号 / 宮崎バイパス 重複区間終点                                                 | 南さつま市 | 金峰町新山   | 新山交差点            |
| 国道270号 / 現道                                                                      | 南さつま市 | 金峰町宮崎   | 宮崎交差点            |
| 鹿児島県道277号吹上浜公園線                                                           | 南さつま市 | 加世田高橋   |                       |
| 国道226号                                                                             | 南さつま市 | 加世田唐仁原 | 慰霊塔下交差点 / 終点 |

### 交差する鉄道
- 指宿枕崎線

### 沿線
- 鹿児島市電1系統（第一期線、谷山線）
  - 高見馬場 - 甲東中学校前 - 新屋敷 - 武之橋 - 二中通 - 荒田八幡 - 騎射場 - 鴨池 - 唐湊線 - 郡元 - 涙橋
- 鹿児島県立鹿児島南高等学校